# Tailandia en los Juegos Paralímpicos de Sídney 2000
Tailandia estuvo representada en los Juegos Paralímpicos de Sídney 2000 por un total de 41 deportistas, 35 hombres y seis mujeres.

## Medallistas
El equipo paralímpico tailandés obtuvo las siguientes medallas:
| Nombre                                                           | Deporte                   | Evento                      |
| ---------------------------------------------------------------- | ------------------------- | --------------------------- |
| Oro                                                              |                           |                             |
| Prawat Wahoram                                                   | Atletismo                 | 5000 m T54 masculino        |
| Prawat Wahoram                                                   | Atletismo                 | 10 000 m T54 masculino      |
| Supachai Koysub                                                  | Atletismo                 | 200 m T54 masculino         |
| Sopa Intasen Supachai Koysub Ampai Sualuang Prasitdhi Thongchuen | Atletismo                 | 4 × 100 m T54 masculino     |
| Somchai Doungkaew                                                | Natación                  | 50 m mariposa S4 masculino  |
| Plata                                                            |                           |                             |
| Sopa Intasen                                                     | Atletismo                 | 100 m T53 masculino         |
| Sopa Intasen Supachai Koysub Ampai Sualuang Prasitdhi Thongchuen | Atletismo                 | 4 × 400 m T54 masculino     |
| Somkhoun Anon                                                    | Levantamiento de potencia | –56 kg femenino             |
| Somchai Doungkaew                                                | Natación                  | 150 m estilos SM3 masculino |
| Bronce                                                           |                           |                             |
| Thongsa Marasri                                                  | Levantamiento de potencia | –48 kg masculino            |
| Saifon Kaewsri                                                   | Natación                  | 50 m braza SB2 masculino    |